# Контртитул

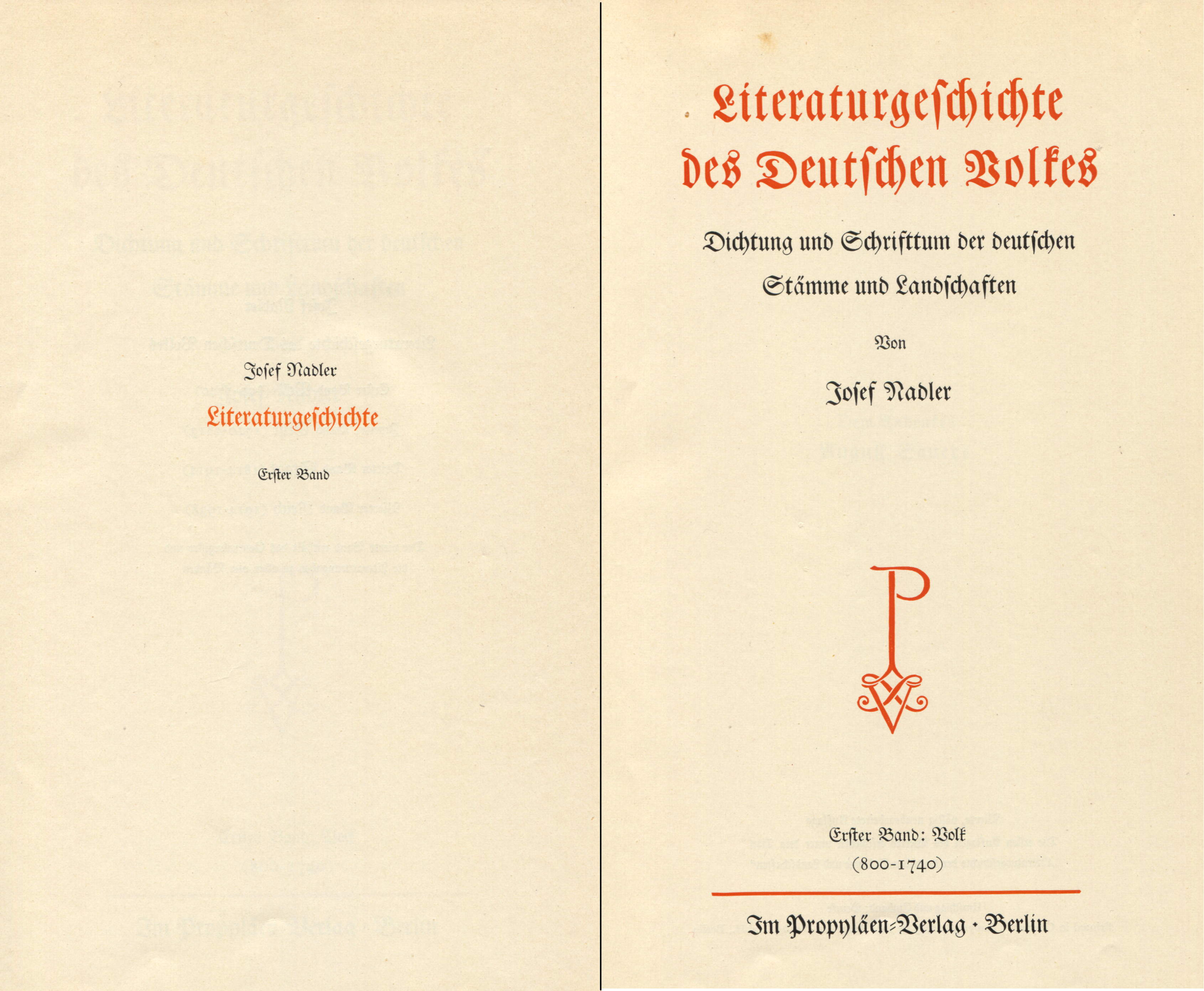
Контртитул (ліворуч)

Контрти́тул (від лат. contra — проти та titulus — надпис, заголовок) — додатковий титул, як правило, в багатотомних чи перекладених виданнях.
Розміщується на лівій стороні титульного розвороту. У багатотомних виданнях на контртитулі розміщують дані, які належать до всього видання, а на титулі — дані, які відносяться лише до окремого тому.
У перекладних творах на контртитулі дають ті ж дані, що й на титулі, мовою оригіналу.
У розкішних та подарункових виданнях контртитул роблять «дзеркальним», тобто він повторює титульний аркуш. Верстають контртитул згідно з композиційним задумом видання, узгоджуючи з титулом. Колонцифру на контртитулі не ставлять.